# Ојано (Ријети)
Ојано је насеље у Италији у округу Ријети, региону Лацио.
Према процени из 2011. у насељу је живело 55 становника. Насеље се налази на надморској висини од 703 м.